# Сибілла (конкурс)
Конкурс «Сибілла» (пол. Konkurs „Sybilla”) — щорічний національний конкурс музейних подій у Польщі, який відзначає найкращі досягнення музеїв у галузі культури, науки та збереження спадщини. Один із найпрестижніших конкурсів у польській музейній галузі.

## Історія
Конкурс засновано у 1980 році. Ініціатором його створення став Міністерство культури Польщі з метою підтримки інноваційної діяльності музеїв та просування найвищих стандартів у музейній справі.
Від 2011 року організацію конкурсу координує Національний інститут музеїв Польщі (раніше — Національний інститут охорони музеїв та колекцій).

## Назва
Назва конкурсу — «Сибілла» — символічно посилається на образ віщунки (сибіли) як знака мудрості, знань і передбачення, що підкреслює культурно-освітню місію музеїв.

## Мета та завдання
Основна мета конкурсу — відзначення найкращих музейних проєктів, реалізованих у Польщі протягом попереднього року. Конкурс спрямований на:
- стимулювання інновацій у музейній сфері;
- популяризацію культурної спадщини;
- підтримку професійного розвитку музейних працівників;
- просування найкращих практик у музейній справі.

## Категорії
Нагороди присуджуються у таких основних категоріях:
- Виставкові проєкти (тимчасові та постійні виставки)
- Освітні та соціальні програми
- Дослідницька діяльність
- Інвентаризація, охорона та збереження колекцій
- Публікації
- Інновації та цифрові рішення
- Міжмузейна співпраця

Головна нагорода конкурсу — Гран-прі «Сибілла» — вручається за найбільш значущий музейний проєкт року.

## Учасники
Участь у конкурсі можуть брати музеї всіх рівнів та форм власності, а також музейні установи, що здійснюють діяльність у галузі збереження, дослідження та популяризації культурної спадщини.

## Значення
«Сибілла» є не лише формою визнання досягнень окремих музеїв, а й платформою обміну досвідом, взаємного натхнення та побудови професійної музейної спільноти. Під час фінального гала-вечора конкурсу також організовуються виставки, панельні дискусії та семінари.